# Re:Creation
A Re:Creation egy rendezvényszervezéssel is foglalkozó magyarországi független lemezkiadó. A név egyben a kilencvenes évek elejétől szorosan együttműködő DJ páros, Balla Péter (Loolek) és Pánczél Gábor (Boolek) zenei együttműködését is jelöli.

## Előzmények
Pánczél Gábor a hetvenes évek végén debütált DJ-ként iskolai bulikon. A program nagy részét korai elektronikus felvételek, illetve eurodiszkó tették ki. A gimnáziumban az iskolarádió egyik „zenefelelőse” volt. A nyolcvanas évek elején került kapcsolatba a punk és a new wave hatására nálunk is kibontakozó underground kultúrával.
'88-tól '90-ig a hírhedt Fekete Lyuk rezidens VJ-je, illetve DJ-je volt. Szettjeiben Magyarországon elsőként játszott a mai progresszív dance irányzatok egyik előfutárának tekinthető Electronic Body Music és szintipop blokkokat.
Az akkori közegben épphogy megtűrt klub egyre nagyobb érdeklődést váltott ki külföldön is, a helyszínen egymást váltották a különböző nyugati televíziós társaságok forgatócsoportjai. '89-ben az amerikai Rolling Stone magazin  által összeállított listán a Fekete Lyuk a világ ötven legjobbnak ítélt klubja között szerepelt. A következő évben a világ klubrangsorát meghatározó szakmai bizottság a bronzérmet a Fekete Lyuknak ítélte – előtte csupán a londoni Marquee, illetve a New York-i G.B.H. végeztek. A Rolling Stone Magazin a kelet-európai klubok közül kizárólag a Fekete Lyuk programlistáját jelentette meg rendszeresen.
1990-ben György Péterrel és Szász Györggyel a WeAST független kiadó keretein belül több külföldi előadó (Test Department, UK Subs stb.) budapesti fellépését szervezték, valamint hazai underground zenekarok (BP Service, CMC, Sziámi, Lacht el Bahhtar) anyagait jelentették meg. A kilencvenes évek legelején e cég látta el az MTV Europe kelet-európai képviseletét.
1993-ban Pánczél Gábor a Blue Boxban volt rezidens DJ.

## Re:Creation
Balla Péter és Pánczél Gábor 1994 januárjában alakították meg a Re:Creationt. Kezdetben budapesti acid, illetve techno-trance partikat szerveztek, de szívesen tettek eleget vidéki meghívásoknak is. Nevükhöz fűződik Budapest legmagasabb pontján, a Jánoshegyi kilátónál tartott szabadtéri acid parti ('94 augusztus).
A '95-ös évet ismét újdonsággal kezdték: az országban elsőként rendeztek after partit: Saigon club, 01. 01. 04-16h.
1995 tavaszától a Re:Creation lemezlovasai havi rezidenciát kaptak a Fiatal Művészek Klubja minden szombaton megrendezett elektronikus zenei rendezvényein.
1995 nyarán a Prodigy első budapesti fellépésének lebonyolításában vettek részt. Augusztusban a Re:Creation meghívást kapott a Petőfi Csarnokba, Sven Väth első magyarországi fellépésére.
Szeptemberben a francia F Communications kiadó bemutatkozó partijának szervezésében működtek közre a HMK Music-kal: Laurent Garnier, a Scan X és az Aurora Borealis a Patexben lépett a hazai közönség elé. Októberben folytatódott a közös munka: Pizzaman, az Urban Cookie Collective, majd a neves skót DJ, Aftrax buliját készítették elő.
DJ Boolek 1995 novemberétől Európa harmadik műholdas sugárzású, progresszív tánczenei televíziós műsorának, a Top Tv DEE ZONE-jának társszerkesztője, illetve műsorvezetője lett. Heti rendszerességgel jelentkező programja a nézettségi adatok szerint hamarosan a csatorna egyik legnépszerűbb műsorává vált.
A Re:Creation DJ-k 1995 nyarától downtempo / chill out szetteket is játszottak (trip hop, dub, easy listening). Ezeken a fellépéseken különös hangsúlyt fektettek a drum and bassre, melynek magyarországi népszerűsítésében a legelsők között jártak.
1996 kora tavaszától egy éven át minden szombaton éjféltől háromig volt hallható a Tilos Rádióban a Re:Creation műsora, a Future Hit List.
1996 áprilisában Loolek és Boolek az első hazai jungle partin T Power mellett léptek fel az E-Playben.
1996 májusától Pánczél Gábor Kelet-Európa első techno-house magazinjának, a Freee Magazinnak állandó munkatársa, októbertől szerkesztője lett. A lapnál nemcsak állandó lemezbemutató rovatot vezetett, de tevékenyen részt vett a Freee rendezvényeinek szervezésében is (High Life / Freee születésnapi parti, E-play / Josh Wink, Freee országos klubturné 1997, Palace / Takkyu Ishino, Patex / Freee születésnapi partik, Colors / Paul van Dyk, Night Zone Allstars '99, Millennium Dance 2000, Sziget 2000 – Night Zone Party Aréna, Millennium Dance 2001).
Takkyu Ishino fellépése a Palace-ban egyúttal filmtörténeti esemény is volt: ez a rendezvény adott otthont Mamoru Oshii anime-klasszikusa, a Ghost in the Shell magyarországi ősbemutatójának.
Pánczél Gábor 1997 áprilisában meghívást kapott a MAHASZ-tól az Arany Zsiráf díj jelölőbizottságába.
1997 nyarán Péter visszavonult az aktív fellépésektől, de konzultánsként ezek után is részt vett a Re:Creation lemezek előkészítésében.
1997-től a PolyGrammel aláírt szerződés alapján a Re:Creation production labelként működött, a hazai előadók munkáiból összeállított progresszív techno-house válogatás DEE ZONE TRAXX címmel májusban jelent meg CD-n és kazettán. A kiadvány heteken át vezette a MAHASZ listát.
Októberben került forgalomba a Re:Creation második kiadványa, DJ Budai mixlemeze, a Techno-House Classics. Az album huszonkétezer példányban fogyott, s még megjelenése után hat évvel is keresték.
A Toys of Ancient Gods (Private Moon / Sony Music) felkérésére a zenekar Garuda című felvételéből DJ Boolek közreműködésével készült remix.
1998 februárjában, a Magyar Filmszemlén mutatták be Füstös Zsolt Techno – Az egyén diadala című dokumentumfilmjét. Interjúalanyként Pánczél Gábor többször is feltűnik a filmben. 1998 tavaszán Pánczél Gábor ismét helyet kapott az Arany Zsiráf díj jelölő bizottságában. Márciusban került a boltokba a Re:Creation harmadik kiadványa, a DEE ZONE TRAXX #2. Lemezbemutató party a Patexban.
Május 29. Pánczél Gábor játszott az országban elsőként jungle/drum & bass DJ szettet országos frekvencián, a Danubius Rádióban.
1998. augusztus 29. elindult a Jungle War parti-sorozat. A rendezvény deklarált célja volt, hogy évente maximum két-három alkalommal, de magas színvonalon reprezentálja a hazai drum & bass szcénát.
1998 októberétől Pánczél Gábor a Freee Magazin főszerkesztője lett.
1999. január 19-én zajlott az MC-303-as nemzetközi verseny magyarországi döntője. A Roland cég meghívására Pánczél Gábor volt a négytagú zsűri egyik tagja.
1999 márciusában harmadszor kapott meghívást a MAHASZ-tól az Arany Zsiráf díj jelölő bizottságába.
Április végén jelent meg a Jazz+Az felvételeinek újrakevert verzióit tartalmazó dupla CD, melyre a Sexepil gitárosával, László Viktorral (VicLaz) készítettek közös remixet.
Júniusban került forgalomba a negyedik Re:Creation kiadvány, a következő Budai-mixalbum.
1999. július 22-én FreeeTime címmel kétórás house műsor indult a budapesti Rádió 1-en (FM 100.3). A minden szombaton 20-22h között fogható techno-house program műsorvezetői Newl és Boolek, a mixekért Budai, Kühl, Blackman és Randall voltak felelősek. A debreceni (FM 92.3) és a veszprémi (FM 94.6) Rádió 1-en ugyanebben az időben volt hallható a FreeeTime.
1999 telén folytatódott a producertárs VicLazzal a közös munka: Pánczél Gábor egy gengszter-rap duó, a TKO bemutatkozó albumának egyik felvételén működött közre. A kiadvány harmadik helyet ért el a MAHASZ listáján.
2000 elején Pánczél Gábor kidolgozta a Freee Magazin első CD mellékletének koncepcióját; az olvasók által beküldött legjobb munkákból összeválogatott zeneanyag True Sound Of Freee #1 címmel, az áprilisi lapszámmal látott napvilágot.
2000 májusa rendkívül termékeny volt a Re:Creation label számára – Techno-Logic Vol 1 címmel forgalomba került az új DJ Budai mixlemez. A független kiadó a multinacionális EMI-jal kötött exkluzív szerződése alapján ugyanazon a héten hozta ki a legismertebb hazai női lemezlovas, Sylvie debütáló mixalbumát Progressylvie címmel.
2000. szeptember 2-án a Petőfi Csarnokban megrendezett Jungle War 2000 nemzetközi sztárvendége, Grooverider, valamint a rendezvénysorozat hazai rezidensei, Palotai és Cadik mellett Boolek lépett fel.
2001 márciusa: Pánczél Gábor ismét az Arany Zsiráf díj jelölő bizottságának tagja volt.
2001. március 17. a Jungle War sorozat égisze alatt került sor az első magyar drum & bass találkozóra. A rendezvény külföldi vendége DJ Storm volt, mellette 3 teremben az ország 30 lemezlovasa és MC-je adott számot tudásáról.
2001. május 1-jével Pánczél Gábor távozott a Freee Magazin éléről.
2001. június 14. a Jungle War szervezőinek meghívására Roni Size és MC Dynamite először léptek fel Magyarországon.
2001. 08. 06. Európa legnagyobb szabadtéri fesztiválján, a Szigeten, a New York Party Arénában Fabio és Grooverider mellett a magyar színeket Palotai, Cadik és DJ Boolek képviselték.
2001 decemberében került a könyvesboltok polcaira Kömlődi Ferenc és Pánczél Gábor közös munkája, a Mennyek kapui: az elektronikus zene évtizede. A kötet az elektronikus zene különböző hajtásainak történeti áttekintése, dokumentálása mellett a nemzetközi és a hazai szcéna meghatározói egyéniségeit, kiadóit mutatja be. Egyedülálló beavatást kínál az elmúlt másfél évtized ifjúsági kultúráját formáló stílusok – magyarul azelőtt nem tárgyalt – sokszínűségébe.
2002 áprilisában Pánczél Gábor ötödik alkalommal kapott meghívást a MAHASZ-tól az Arany Zsiráf díj jelölőbizottságába.
2003. 05. 31. Kétéves szünet után ismét Jungle War a Petőfi Csarnokban. A Metalheadz kiadói válogatása, a No Smoke Without Fire világ körüli lemezbemutató turnéjának budapesti állomásán Goldie, Photek és MC Rage mellett Palotai, Cadik és Pánczél Gábor léptek fel.
Miután 2003 szeptemberében Pánczél Gábor Los Angelesbe költözött, a Re:Creation nevet egyszerre többen is használni kezdték Magyarországon.
2009 tavaszán a szerzők a Creative Commons 2.5 Magyarország licenc alatt letölthetővé tették a Mennyek Kapui (az elektronikus zene évtizede) digitális változatát.

Mennyek kapui